# Inmigración irlandesa en México
La comunidad irlandesa se ha dispersado por toda la geografía mexicana convirtiéndose en una de las comunidades extranjeras con gran arraigo en el país desde la independencia de México a la actualidad, es la octava comunidad de europeos inmigrados hacia territorio mexicano y una de las más importantes en América. A lo largo de su historia, México e Irlanda han experimentado muchos eventos similares, a pesar de su distancia física, debido a que estos eventos han tenido un impacto tan grande en México, a menudo, se dice que hay una presencia irlandesa real en suelo mexicano. La llegada de la comunidad irlandesa data desde la Época colonial con la llegada de diferentes colonos como Hugh O'Connor, al igual que el virrey de la Nueva España Juan O'Donojú y posteriormente, la colonización impulsada de 1845 por el gobierno de Antonio López de Santa Anna de repoblar los estados del norte del país que fue uno de tantos detonadores para provocar la Intervención estadounidense en México.
La mayor comunidad irlandesa se encuentra en la Ciudad de México, y en otros estados como Chihuahua, Nuevo León, Veracruz, Zacatecas, Coahuila, Sinaloa, Sonora y Guanajuato, donde la comunidad irlandesa de México es muy destacable a través de sus agrupaciones civiles. De acuerdo con el censo 2020 del INEGI, hay 339 ciudadanos irlandeses residiendo en México.

## Historia
Los irlandeses llegaron a México desde los tiempos del virreinato. A principios de 1600, varios irlandeses que naufragaron en un buque inglés llegaron a Veracruz, pero la Inquisición los confundió con protestantes y los hicieron volver a Europa. Muchos soldados y burócratas irlandeses sirvieron a la Corona española en México, como Hugh O'Connor, originario de Dublín, quien fue gobernador de Texas y fundó Tucson en la actual Arizona. William Lamport o Guillén Lombardo, quien (según un historiador italiano) es conocido como El Zorro, fue expulsado de Inglaterra por ser católico y, avecindado en España, tuvo que huir a México, donde se indignó por la pobreza de los nativos y los esclavos de origen africano y luchó por ellos. Fue condenado a muerte por la Inquisición en 1652.[cita requerida]
Otro ejemplo de una persona que motivó la inmigración y el aumento de la presencia irlandesa en México fue James Power, que fundó un nuevo asentamiento irlandés bajo jurisdicción mexicana en el estado de Texas. Debido a sus esfuerzos, las leyes en Texas particularmente favorecieron la inmigración irlandesa.

## Colonización de Texas y el Norte de México

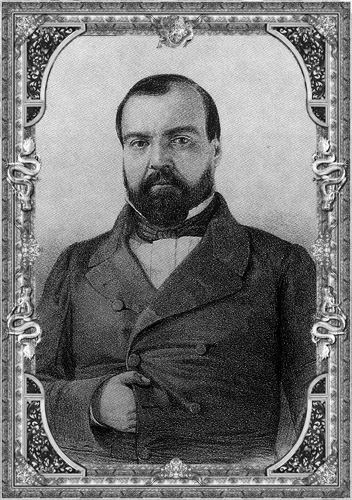
Ignacio Comonfort, presidente de México entre (1855 y 1858), de ascendencia irlandesa.

Desde 1821 México manifestó la intención de colonizar el noroeste de México con inmigrantes irlandeses principalmente en Texas, Coahuila y Nuevo Santander hoy actualmente Tamaulipas, a través de concesiones a empresarios, lo que dio origen al nacimiento de las colonias irlandesas fundadas a finales de la misma década en el estado mexicano de Coahuila y Texas, la llegada organizada de irlandeses a México había comenzado en 1825. A estos antecedentes, se sumó la aprobación de la ley estatal de colonización en Coahuila y Texas el 24 de marzo de 1825 y suscribió 21 contratos para el establecimiento de colonos en su territorio.
El gobierno federal tenía poco dinero de sobra para los militares, por lo que los colonos estaban facultados para crear sus propias milicias para ayudar a controlar las hostiles tribus nativas. La región de la frontera de Chihuahua con Texas, enfrentó las frecuentes incursiones de las tribus apaches y comanches. En la esperanza de que una afluencia de colonos pudiera controlar los ataques, el gobierno liberalizó sus políticas de inmigración, y los colonos de los Estados Unidos se les permitió pasar a México.
Después de algunos debates, el 24 de marzo de 1825, el Congreso del Estado de Coahuila y Texas autorizó un sistema de concesión de tierras a "empresarios", que reclutarían colonos para después traerlos a las tierras que les fueron concesionadas. Rápidamente, los funcionarios en Saltillo, capital de Coahuila y Texas, fueron sitiados por especuladores de tierra extranjeros que querían concesiones en Texas. Aproximadamente 3,420 solicitudes de concesión de tierras fueron presentadas por inmigrantes y ciudadanos naturalizados, la mayoría de ellos irlandeses. Solo uno de los veinticuatro empresarios, Martín De León colonizó sus tierras concesionadas con ciudadanos del interior de México; los otros vinieron principalmente de los Estados Unidos.

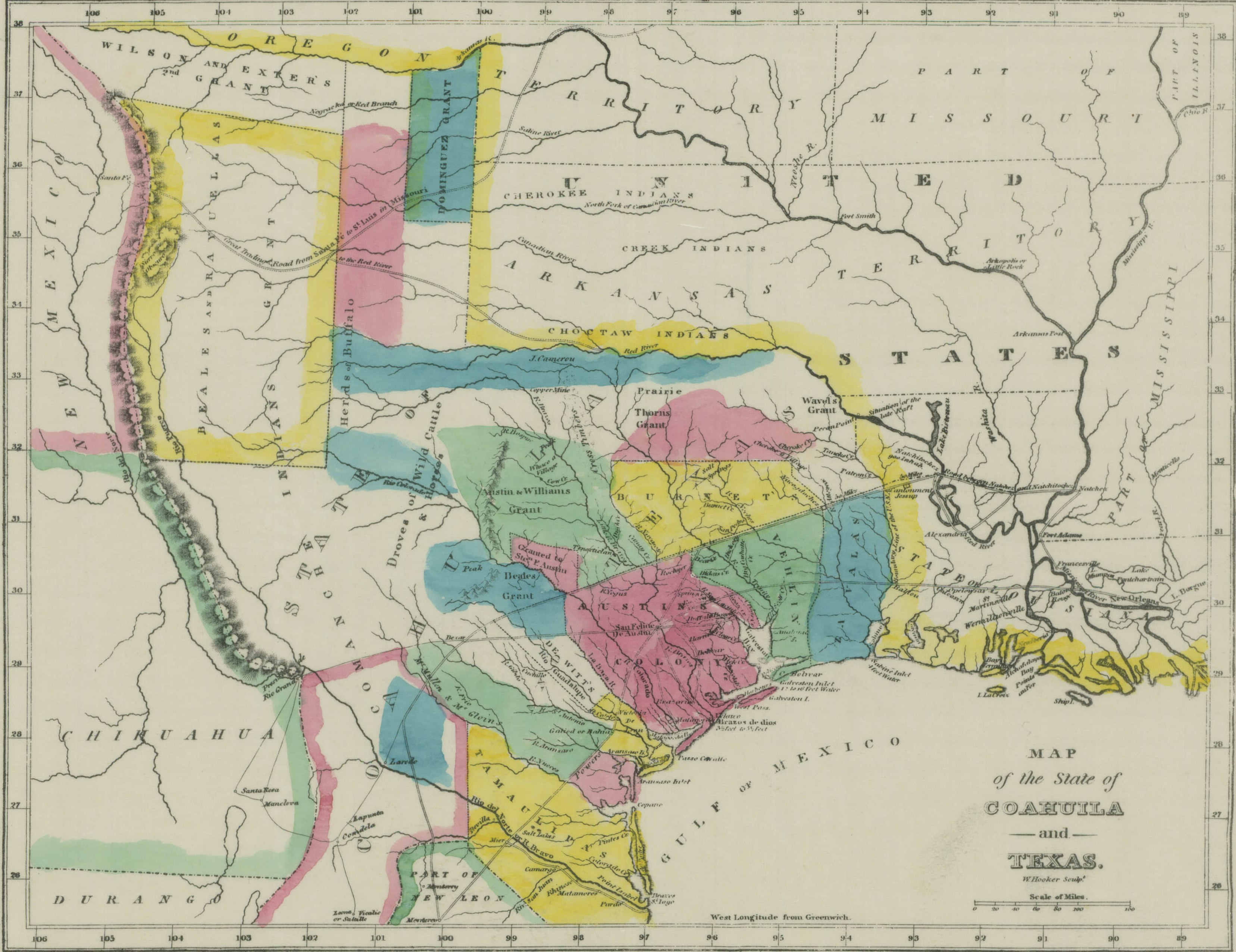
Mapa de Coahuila y Texas en 1833 que muestra varias de las concesiones de tierras a inmigrantes irlandeses y de otros países.

El gobierno de Antonio López de Santa Anna en 1828 promueve la llegada de colonos irlandeses al norte del país El Refugio y San Patricio eran zonas del sur de Texas y Coahuila, colonizados por los irlandeses. Al frente de esta colonización fueron cuatro hombres de negocios irlandeses, James Power y James Heweston (en Refugio) y John McMullen y James McGloin (en San Patricio). Estos hombres hicieron contratos para colonizar la tierra con gente que era "irlandés, católico y de buen carácter moral." Power y Hewetson fueron contratados por el gobierno mexicano para traer más colonos irlandeses a colonizar la zona. Power viajó a su ciudad natal de Ballygarrett, y, finalmente, organizó unas 600 personas a emigrar. A mediados del siglo XIX, la enorme cantidad de inmigrantes irlandeses católicos que habitaban en los Estados Unidos aumentó el sentimiento de odio hacia los irlandeses. Debido a que eran víctimas de los prejuicios, los irlandeses se vieron con simpatía con los mexicanos. Posteriormente, muchos de ellos se desviaron de sus planes originales de establecerse en los Estados Unidos y cruzaron a México. Durante la guerra de Texas en 1835 muchos colonos irlandeses estuvieron a favor con el gobierno mexicano muchos partieron de manera voluntaria o forzada a los estados colindantes con Texas como Chihuahua, Nuevo León, Sonora y Durango donde se explica la gran cantidad de apellidos irlandeses como Bay, Byrne, Walsh, Foley, Cuilty, Hayes y O'Leary.

### Ley General de Colonización

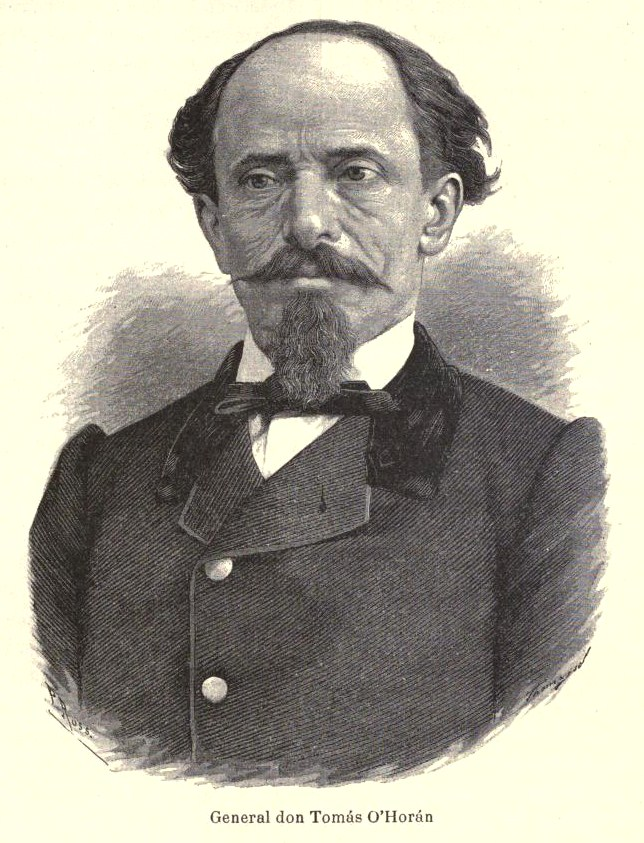
Tomás O'Horán, general en las fuerzas armadas mexicanas en 1862, defensor de México en la guerra de Texas y los estadounidenses en 1847.

La Ley de Colonización fue promulgada el 18 de agosto de 1824. Se trataba de una ley mexicana cuyo propósito era atraer extranjeros para aumentar la población, cambiar al país y mejorar la economía. Para poder cumplir con esto, se consideró necesario apoyar la inmigración de extranjeros al país brindándoles ciertas comodidades como la posesión de tierras para trabajarlas y se les ofreció seguridad personal y a sus propiedades.
Durante el gobierno de Agustín de Iturbide la colonización fue prioridad. Nombró una comisión gubernamental, encabezada por Juan Francisco Azcárate y Lezama, para realizar un plan de colonización. La comisión recomendó seguir la anterior Ley Española permitiendo a los extranjeros ayudar a colonizar Coahuila, Nuevo Santander, Baja California, Alta California, Nuevo México y Texas.
Los primeros estados en expedir una Ley de Colonización fue Coahuila y Texas el 24 de marzo de 1825 en la villa del Saltillo. La ley constaba de 48 artículos en un solo tomo, siendo su principal objetivo el aumento de la población en su territorio, el cultivo de sus fértiles terrenos, la cría y multiplicación de los ganados y el progreso de las artes y el comercio.La ley hacía una invitación a extranjeros para formar parte del territorio del estado de Coahuila y Texas siempre y cuando acataran lo establecido en la constitución federal y del estado y se sometieran a la religión católica. De igual forma, se proclamaban las reglas y métodos a seguir para su establecimiento en el nuevo territorio. Como consecuencia de la gran escasez de habitantes se estipuló que con 40 colonos se establecería un poblado, mientras que con 200 habitantes se tendría un ayuntamiento. Donde no se lograse alcanzar dicho número las poblaciones se agregarían a otras existentes. De igual forma se ratificaron condiciones sobre la ubicación de cada tierra de acuerdo a la ley federal.
La Ley Estatal de Colonización también proclamó la exención de contribuciones durante 10 años difiriendo con la ley federal; lo cual trajo consigo conflictos posteriores, ya que cuando el gobierno federal dispuso la reducción de dicho plazo fue complicado para el estado modificarlo, teniendo lugar algunos enfrentamientos.Una vez promulgada esta ley el gobierno mexicano ordenó se diera a conocer en el extranjero para penetrar en un mayor número de extranjeros que podrían estar interesados en formar parte de México. Durante este periodo, muchos estadounidenses de origen irlandés emigraron a México, donde la tierra era más barata; para 1830, Texas, cumpliendo los objetivos de la ley, tenía una población de 7000 residentes extranjeros y solo 3000 residentes mexicanos.
A pesar de la enorme afluencia de colonos de los Estados Unidos que se movieron al estado después de que las leyes de colonización fueron aprobadas, la mayoría de los pobladores de Coahuila y Texas eran mexicanos. En la región de Texas, sin embargo, aproximadamente el 80 % de la población eran migrantes de los Estados Unidos o Europa, mientras en las zonas fronterizas del estado, al igual que el resto de la frontera mexicana, hubo más matrimonios mixtos (étnicos) entre irlandeses y mexicanos principalmente que en los estados del interior. Aunque tanto las Constituciones federal y estatal establecían el catolicismo como la religión oficial, en las zonas fronterizas a menudo se desobedeció la norma, según el censo realizado en Coahuila y Texas en 1828, se registró un conteo de 66 131 habitantes en el área de Coahuila y 4,824 habitantes en el área de Texas.

## Batallón de San Patricio

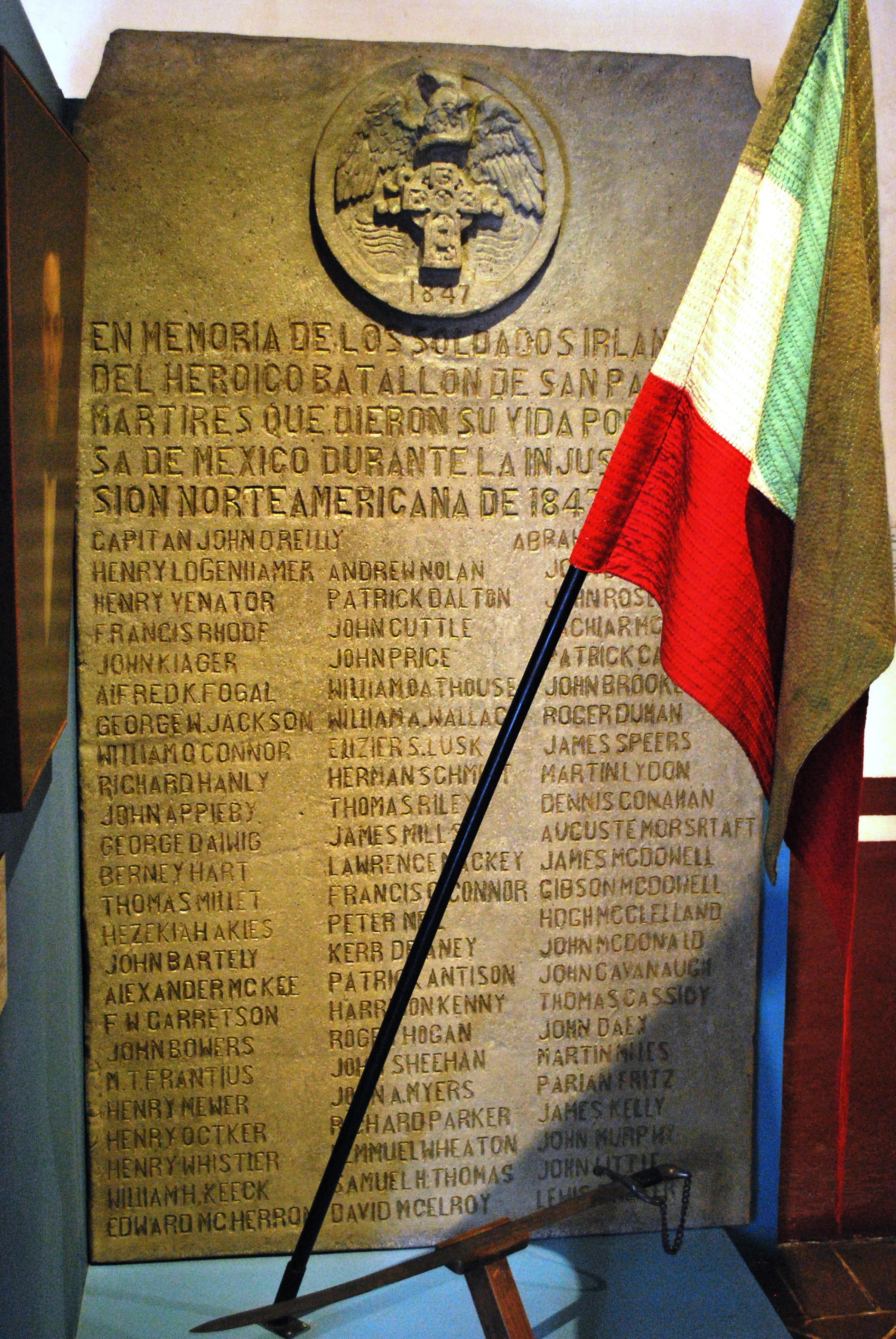
Placa conmemorativa al Batallón de San Patricio en el Museo Nacional de las Intervenciones.

El Batallón de San Patricio fue una unidad militar mexicana que se formó principalmente con inmigrantes irlandeses la mayoría soldados que desertaron del ejército de los Estados Unidos y se unieron a las Fuerzas armadas de México en la Guerra de Intervención Estadounidense de 1846-1848. Aproximadamente un 45 % eran inmigrantes irlandeses y el resto de otros países católicos. Tomaron el nombre del Santo Patrono de Irlanda. Los San Patricios tienen un origen incierto, pues se sabe muy poco con certeza de su reclutamiento. Una historia popular (que es la base de la película de 1999 Héroes sin Patria -One Mans Hero-, en la que Tom Berenger interpreta al comandante de la brigada John Riley) relata que el núcleo de la unidad se formó como consecuencia de los severos castigos sufridos por soldados católicos (especialmente irlandeses) debido a la desconfianza que los mandos militares estadounidenses tenían en contra de ellos, ya que, por motivos religiosos, los consideraban más cercanos a Roma que a Washington, y por lo tanto, más afines a la causa de los mexicanos que en el fondo compartían su misma religión.

## Actualidad

General Álvaro Obregón, presidente de México (1920-1924), de ascendencia irlandesa.

Entre ricos y pobres, hay una enorme raíz irlandesa en México, muchos de ellos cambiaron su nombre y lo mexicanizaron como el mismo Riley, registrado en el Ejército Mexicano como Juan Reley al igual que muchos inmigrantes más, después de la guerra histórica contra los Estados Unidos, los mineros irlandeses e ingleses continuaron emigrando a México, en sustitución de los antiguos españoles. En su mayoría, se establecieron en zonas mineras como Zacatecas y Guanajuato, después del siglo XVIII, se organizan en clanes familiares, descendientes de los 4 que llegaron desde el siglo XVII, los cuales son: el Clan Baritt (familias Sanchez-Starsts y Houghton) de Puebla, el Clan Given (familias Redcrooss y Mont) del Distrito Federal, el Clan Montepieller (familias O' Seil y De Clarston) de la ciudad de Cuernavaca, el Clan Svenson (familias Wedson y Rangergymm) de Toluca, el Clan Nuersen (Nuersen y Garcia-Dale) de Zamora y el Clan Magregol (familias Magregol y Ginger-Tunes) del Puerto de Veracruz. Otros invierten en el negocio local y nacional. Además, a los criollos de irlandeses en el país, se les llama trevs. Es común encontrarlos conviviendo con inmigrantes italianos y la mayoría de ellos se dedica a ser militares y abogados. El número exacto de inmigrantes irlandeses que habitan en el país varía y no existe un registro concreto ya que muchos cruzaron de Estados Unidos al país antes y después de la Intervención estadounidense en México en 1846 ilegalmente o por colonización, principalmente, en los estados mineros del norte del país y la Ciudad de México, el único censo racial se llevó a cabo hasta 1921 y posteriormente hasta el año 2000.

## Clanes irlandeses de México
Uno de los clanes irlandeses más importante en México son la Familia O'Farrill, quienes arribaron al estado de Puebla, México, hacia finales del siglo XVIII, en los registros de la Familia O'Farrill, aparece el nombre de su más antiguo antepasado, Antonio O'Farrill O'Connor, originario del Condado de Longford en Irlanda, su extensa familia se vincularon principalmente con la industria de la comunicación, sin embargo, muchos de sus miembros desarrollaron y llevan a cabo importantes contribuciones a la sociedad mexicana ya sea con su labor profesional o como ciudadanos de alta responsabilidad. Entre los miembros más destacados se encuentra Romulo O'Farrill Silva (1897-1981) quien adquirió el periódico Novedades y la primera concesión de televisión de México y América Latina, canal 4, Rómulo O'Farrill Jr. (1917-2006) quien continuó con el legado de su padre dirigiendo el periódico Novedades y Gonzalo Bautista O'Farrill (1922-2006) quien fue gobernador interino del estado de Puebla entre 1972 y 1973.
En esta tabla se registra el número de integrantes de los clanes y sus líderes.

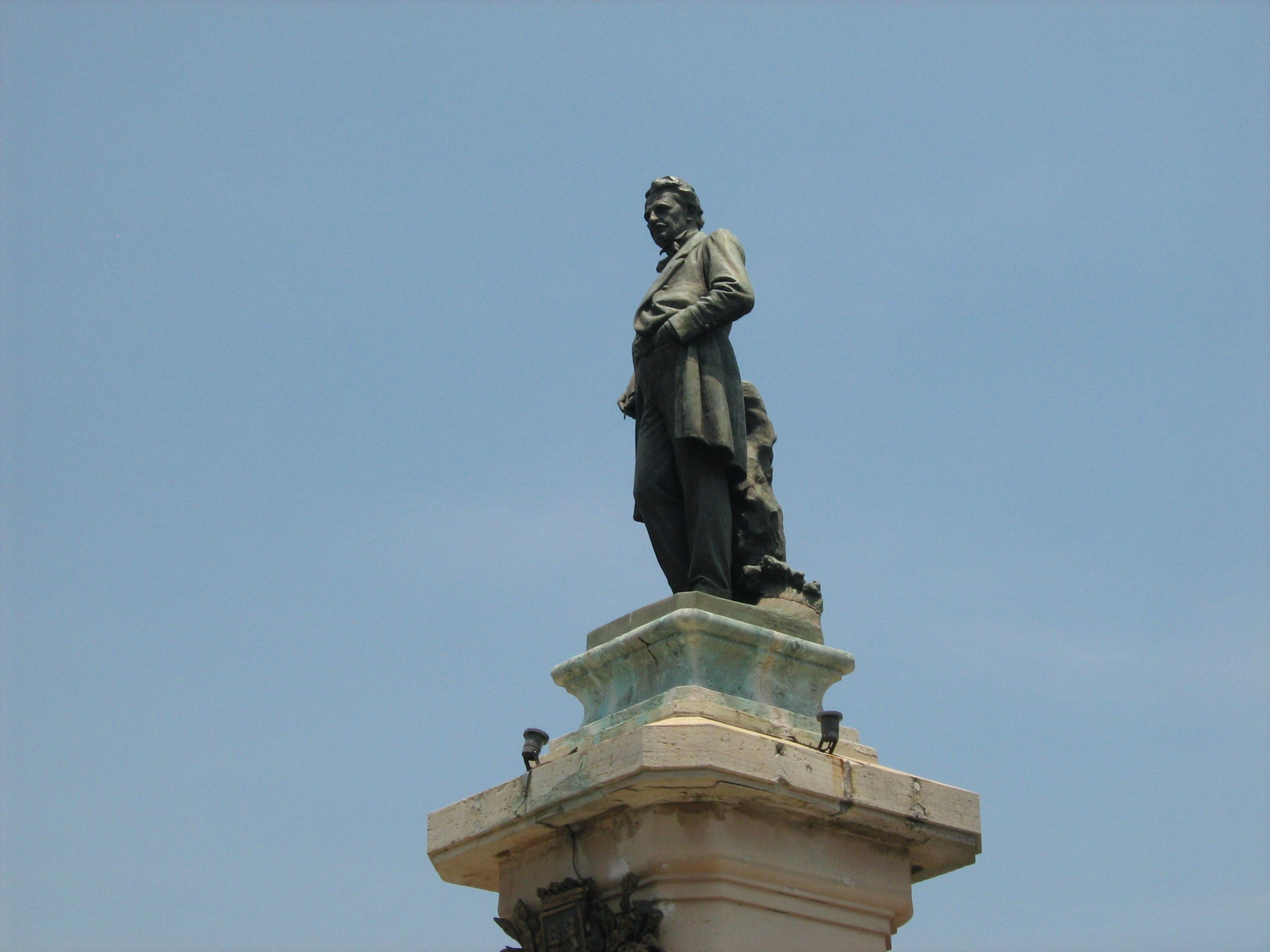
Monumento al escritor Justo Sierra O'Reilly en la ciudad de Mérida, México

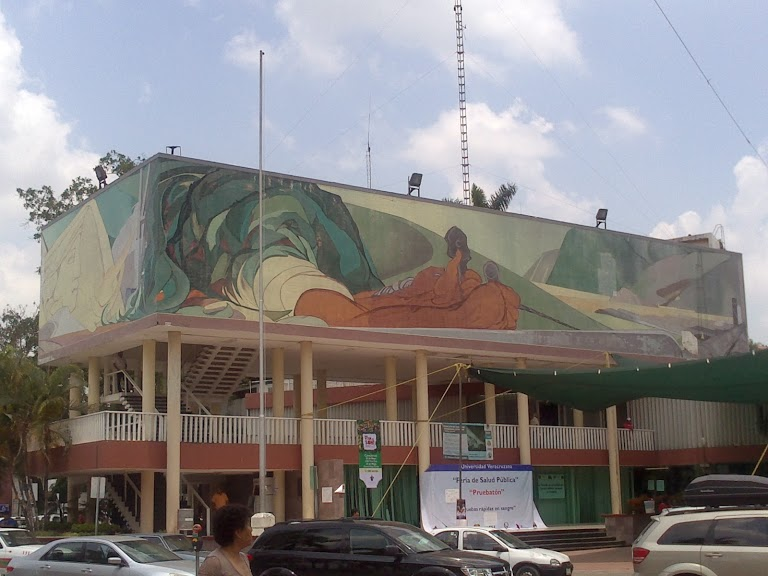
Mural de Pablo O´Higgins en el Palacio Municipal de Poza Rica, Veracruz, México.

La familia Meade:
El clan Irlandés con gran reconocimiento en México es el de la Familia Meade. Núcleo familiar que asciende a más de 1000 integrantes, y está conformado por empresarios, catedráticos, maestros, investigadores, escritores, periodistas, políticos, funcionarios públicos, artistas y músicos. La familia Meade es reconocida por su gran aportación a la filantropía en nuestro país. Trabajo que los distingue por apoyar a través de cada una de sus generaciones la Educación, las Artes y la Cultura de México. El fundador del Clan Meade fue Don Louis Meade y Aguilar, de ascendencia inglesa e hijo de madre mexicana. Filantropo, Inversionista, y precursor de Ferrocarriles de México, lugar en el que ingreso a trabajar a los 22 años y al cual dedicó toda su vida hasta el día de su retiro laboral por jubilación. Fue el líder principal del Clan Meade, grupo familiar que fue constituido en el año de 1925 en el Distrito Federal, hoy Ciudad de México. Quien presidió de una manera excelente el grupo de la Fundación Meade, en el cual demostró gran interés por la Educación, el Arte y la Cultura de México.
Don Louis Meade fue una persona muy querida en su entorno familiar, sobre todo por sus empleados, sus inquilinos, así como en el ámbito como arrendador de locales comerciales y departamentos en la zona centro de la capital del país. Obtuvo un amplio reconocimiento durante el siglo XX, por su gran esfuerzo de mantener protegidos en su totalidad a sus inquilinos del conocido "Edificio Meade" de su propiedad, ubicado en la calle de Moneda, contigua a Palacio Nacional. Esto con referencia a las famosas rentas congeladas, que existieron y fueron tan famosas en aquella época en el centro histórico del antiguo Distrito Federal. Rentas congeladas que en algunos casos el inquilino pagaba 20.00 pesos mexicanos mensuales por un departamento de dos o tres recámaras, y que las propias familias inquilinas, heredaban un contrato de arrendamiento sin vencimiento, a sus descendientes y generaciones futuras.
En esta época, Don Louis Meade, acudía a cobrar las famosas rentas congeladas con su nieta Giselle Meade, una niña de escasos diez años, con la finalidad de sensibilizarla ante las situaciones diarias de la vida y hacer que nacieran en ella los ideales y el pensamiento de igualdad de los "Derechos Humanos", sin distinciones de poder económico adquisitivo, o posición social. De igual forma, pedía a su nieta que jugara y se involucrara con los niños en la extensa vecindad de cuatro pisos que se ubicaba dentro del "Edificio Meade" de su propiedad, ubicado en la calle de Moneda del centro histórico.
En la actualidad su nieta Giselle Meade, es el líder del grupo familiar, (Empresaria, Escritora, Periodista, Pensadora e Idealista mexicana). Certificada en Periodismo por UCLA University. Actualmente estudia la carrera de Abogacía y Ciencias de la Educación, para fortalecer sus principios y valores como Investigadora. Precisamente hoy, es la nieta de Don Louis, quien preside y asiste en su nombre, a todos los eventos de la Fundación Meade en México, y continua con la relevante encomienda de su abuelo, de apoyar la Educación, el Arte y la Cultura en nuestro país.
En el primer piso del "Edificio Meade", se encontraba la zona comercial. Regularmente Don Louis asistía un día por semana o por quincena, para verificar y tomar en cuenta las necesidades que se presentaban en el mantenimiento de su edificio, día que se convertía en una celebración para sus inquilinos de los locales comerciales y los departamentos de la extensa vecindad de cuatro pisos que albergaba el edificio. Sus inquilinos, lo recibían con gusto y gran animo, "era una motivación estupenda platicar con Don Luis" menciona uno de ellos, "escuchar todos los consejos que nos brindaba, el gran apoyo que aportaba para nuestro desarrollo personal y económico, esto debido a su gran experiencia como empresario y conocedor de las necesidades de la sociedad mexicana". "Sobre todo es relevante mencionar la protección y el cuidado que recibíamos de su parte".
"Don Luis Meade, independientemente de provenir de una familia reconocida y acomodada, no se identificaba como un capitalista, sino lo reconocíamos más como un socialista, de hecho consideramos que si el aun viviera en este siglo XXI, se sentiría feliz y pleno observando el gobierno actual y la transición de la Cuarta Transformación de México. Después de su familia, para el, las necesidades de sus empleados, sus inquilinos, y la gente necesitada siempre fueron lo más importante. Don Louis Meade amaba México, y murió preocupado por México", finalizó uno de sus inquilinos.
El mecenas, Don Louis Meade y Aguilar, fue reconocido también por apoyar en distintas ocasiones a la Sinfónica de México, como fue el caso de la fiesta de XV anos de su hija Dolores Meade y Mercado, festejo al cual la Sinfónica de México hizo presencia por petición de Don Luis, esto documentado en los reconocidos periódicos de sociedad del siglo XIX, como "El Universal y Excelsior".
Fue incondicional el gran apoyo que recibieron las hermanas de Don Luis Meade: Nelly y María Eugenia y Virgen Meade y Aguilar, al apoyarlas en la famosa "Academia de Baile de las Sritas. Meade" Instituto de gran prestigio en México, en el cual se impartieron clases de danza, ballet clásico y expresión corporal, así como etiqueta, personalidad y los buenos modales de la tradición Inglesa, esto dirigido a niñas y Sritas. pertenecientes a las familias de la sociedad mexicana. Una distinguida alumna de las "Sritas. Meade" como eran conocidas en el ámbito de la danza, fue la reconocida actriz Silvia Derbez, madre del actor Eugenio Derbez.
Quienes forman parte de la Familia Meade, son personas reconocidas por su gran educación, diplomacia, honestidad, tolerancia, sus principios morales y valores universales acordes a los más altos estándares que se viven diariamente en Inglaterra. Todos han sido formados por sus ascendentes con la más rigurosa y estricta ética y normas de comportamiento y buenos modales dentro del entorno familiar, para convivir con sus semejantes, unirse y adaptarse a la sociedad mexicana, como descendientes de inmigrantes ingleses.
En su mayoría los miembros de la Familia Meade pertenecen a la religión Católica, y algunos se reúnen en celebración familiar o acuden a las Iglesias Católicas en México, el 17 de marzo, día de San Patricio, el Santo Patrono de Irlanda, esto debido a que todos los integrantes del apellido Meade en México son familia única, ya que provienen exclusivamente de dos hermanos Ingleses que llegaron en el siglo XIX procedentes de Inglaterra, específicamente de Dublín Irlanda al puerto de Veracruz, y fueron ellos quienes trajeron consigo su religión, sus tradiciones y costumbres familiares.
Para conocer la cultura y tradiciones de la Familia Meade, es importante saber que el Reino Unido de Gran Bretaña e Irlanda fue formado por la unión del Reino de Gran Bretaña (ya una unión de los reinos de Escocia e Inglaterra en 1707) y el Reino de Irlanda en 1800.
En esta tabla se registra el número de integrantes de los clanes y sus líderes.
| Clan                 | Líder                   | Número de integrantes | Año de Fundación | Fundador         | Lugares de Mayor Ocupación | Religión Predominante |
| 1. Clan Given        | Joseph Octavio Redcross | 3000                  | 1822             | Albert O' Brien  | Distrito Federal           | Católicos             |
| 2. Clan Barrit       | Miguel J.Sánchez        | 2000                  | 1913             | Gerard Barrit    | Puebla                     | Cristianos Ortodoxos  |
| 3. Clan Magregol     | Julien Kano             | 2000                  | 1845             | Melish Magregol  | Veracruz                   | Católicos             |
| 4. Clan Montepieller | Pedro Pùello Ching      | 1000                  | 1954             | Davien Chinaglia | Cuernavaca                 | Católicos             |
| 5. Clan Svenson      | Julius Rangergymm       | 1000                  | 1859             | Finegan Fadden   | Toluca                     | Católicos             |
| 6. Clan Nuersen      | P. James Nuersen        | 1000                  | 1976             | George Wayne     | Zamora                     | Protestantes          |

## Cultura

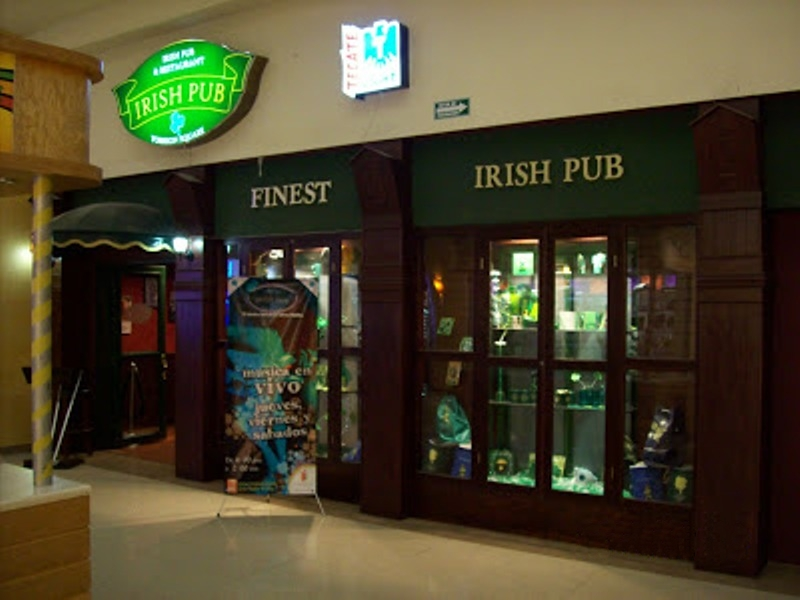
Pub irlandés en Torreón, Coahuila

La diáspora irlandesa dejó una impronta cultural muy importante en México, principalmente con el gran apoyo del Filántropo Don Louis Meade y Aguilar en el campo de las artes plásticas y la literatura, durante el movimiento del muralismo y el surgimiento de artistas contemporáneos del siglo XX en México como Diego Rivera, Frida Kahlo, o David Alfaro Siqueiros, también surgieron y se sumaron a este movimiento artistas de la diáspora tales como Juan O'Gorman, Pablo O'Higgins, Leonora Carrington, Edgardo Coghlan, Phil Kelly y Adolfo Best Maugard, de igual manera escritores y poetas alcanzaron notoriedad durante mediados del siglo XX como Justo Sierra O'Reilly, Edmundo O'Gorman, Gilberto Owen, Joaquín Meade, Carlota O'Neill, Guillermo Sheridan, Justo Sierra Méndez, Edmée Pardo Murray, Carmen Daniels y Alberto Ruy Sánchez, entre otros, quienes con sus obras y trabajos aportaron importante-mente a la cultura del país.
Cada año se lleva un homenaje dedicado a los mártires del Batallón de San Patricio, es conmemorado en dos diferentes días en México: el primero el 12 de septiembre, el aniversario de las primeras ejecuciones, y el otro el 17 de marzo, día de San Patricio. Hay un monumento dedicado a ellos en la plaza San Jacinto, en la colonia San Ángel de la Ciudad de México, en el que se dispuso una placa conmemorativa del Batallón de San Patricio. Esta placa lista los nombres de 71 miembros del batallón, 48 de los cuales eran irlandeses y 13 alemanes. Existe un monumento en la iglesia de Tlacopac, cerca de San Ángel en la Ciudad de México. Consiste en una cruz celta con una placa conmemorativa en la peana, que menciona que varios de los soldados irlandeses ejecutados recibieron sepultura en el atrio. Este atrio ha sido sitio de algunas ceremonias cívicas conmemorativas.

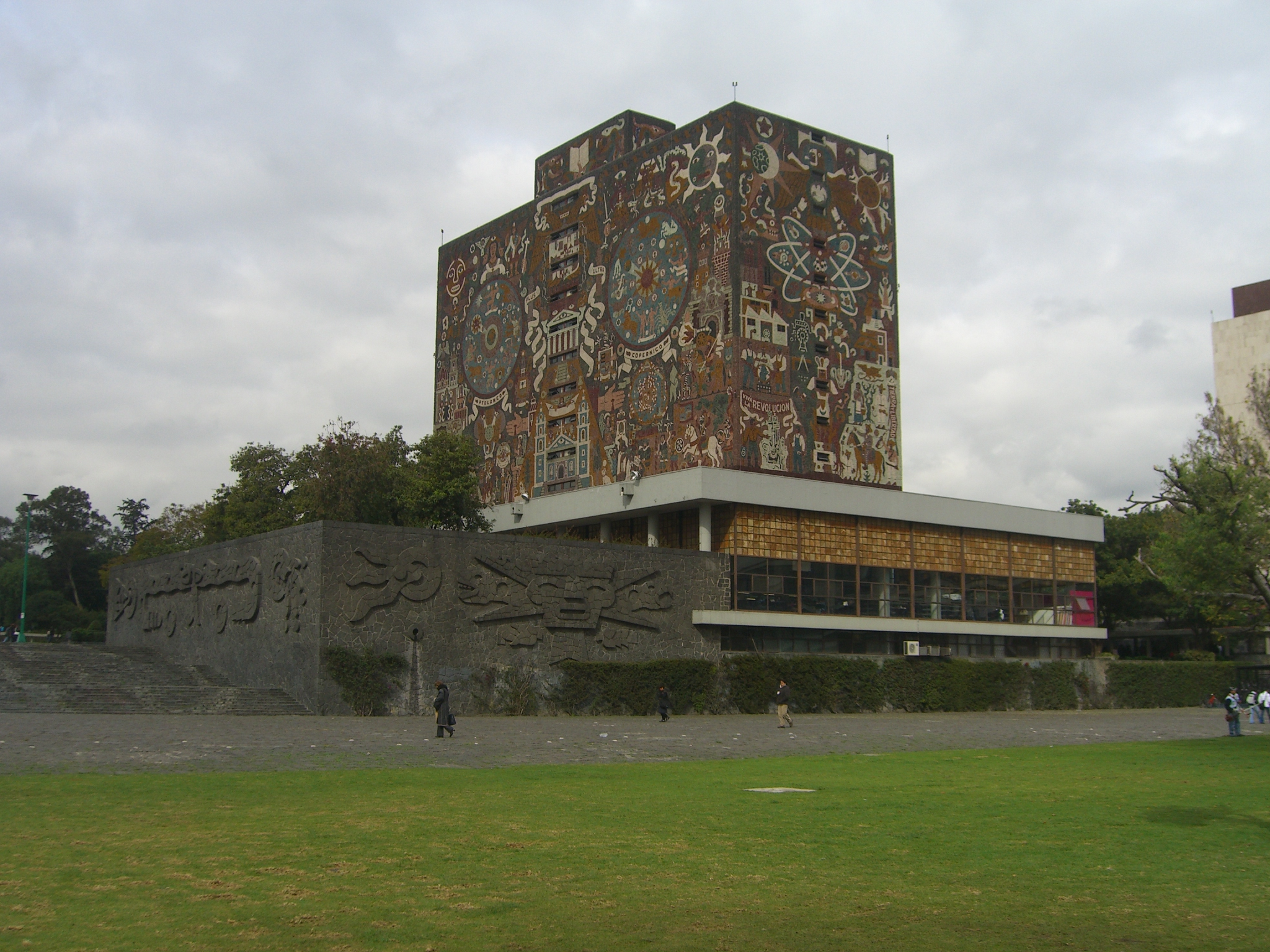
Murales de Juan O'Gorman en la biblioteca Central de la UNAM.

El 21 de agosto de 1975, ambas naciones establecieron relaciones diplomáticas y cada año se inician celebraciones tanto en Irlanda como en México. El arte, la música, literatura y cine irlandés y mexicano se unen celebrando dos culturas milenarias cuya amistad data de más de 500 años de relaciones históricas. El Festival Internacional Cervantino cada año incluye la participación de Irlanda al igual que la feria internacional del Libro en Guadalajara mostrando la literatura y música celta irlandesa. En 2010 el grupo de música tradicional irlandesa The Chieftains y Ry Cooder lanza el disco San Patricio, dedicado a los mártires del Batallón de San Patricio con colaboraciones de artistas como Linda Ronstadt, Liam Neeson, Los Cenzontles, Los Tigres del Norte, Lila Downs, Van Dyke Parks, Carlos Núñez, y Chavela Vargas (entre otros).
Los pubs irlandeses son muy populares en México, estos lugares han florecido en gran medida en los últimos años. El 17 de marzo es el día de San Patricio, santo patrono de Irlanda, y muchos descendientes de irlandeses y mexicanos se encargan de celebrarlo en grande, principalmente en las grandes ciudades mexicanas donde es común encontrar un pub irlandés en cada ciudad.